# Sân bay Warszawa Modlin
Sân bay Warszawa Modlin (IATA: WMI, ICAO: EPMO) là một sân bay quốc tế, trước đây là một sân bay quân sự không sử dụng, được khai trương vào tháng 7 năm 2012. Nó nằm 40 km (25 dặm) về phía bắc của trung tâm thành phố Warsaw trong Nowy Dwór Mazowiecki và có công suất tối đa xấp xỉ. 2-2,3 triệu hành khách mỗi năm. Sân bay dự định sẽ được sử dụng bởi hãng hàng không giá rẻ phục vụ Warsaw, thủ đô của Ba Lan. Tính đến năm 2017, sân bay này là sân bay bận rộn thứ năm ở Ba Lan, với 2.932.639 hành khách hiện đang được phục vụ độc quyền bởi Ryanair. Tuy nhiên, sân bay quốc tế chính của thành phố là Sân bay Warsaw Chopin.

## Lịch sử

### Sử dụng ban đầu

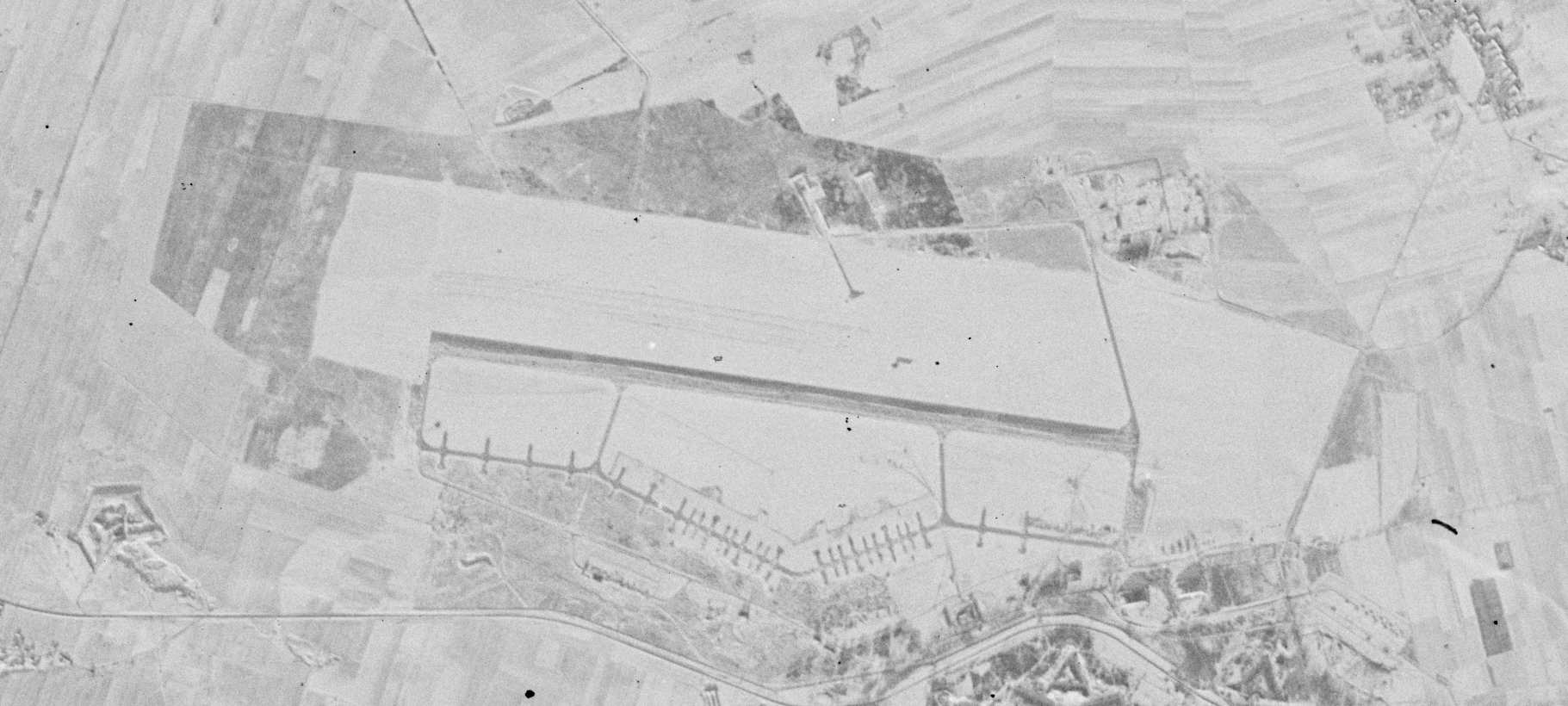
Căn cứ không quân cũ chụp ảnh từ trên không vào tháng 12 năm 1961

Được thiết kế ban đầu cho mục đích quân sự tại Cộng hòa Ba Lan thứ hai vào năm 1937, nó không được chính quyền Ba Lan mở. Thay vào đó, nó được đưa vào hoạt động trong Thế chiến II vào năm 1940 dưới dạng căn cứ không quân của Đức Luftwaffe ở Ba Lan bị chiếm đóng. Sau chiến tranh, giữa năm 1945 và 2000, nó được sử dụng bởi không quân Ba Lan và Liên Xô. Năm 2000, Bộ Quốc phòng Ba Lan tuyên bố sân bay đóng cửa. Đường băng của sân bay trong tình trạng tồi tệ và thiếu ánh sáng thích hợp và các thiết bị hỗ trợ điều hướng vô tuyến hiện đại như dệ thống hạ cánh điều khiển.

### Tái phát triển
Sau đó, phần lớn diện tích ban đầu của nó đã được cung cấp dưới dạng vốn trong một công ty quản lý chung trách nhiệm hữu hạn được thành lập để điều hành sân bay tương lai, Port Lotniczy Mazowsze Warszawa-Modlin Sp. vườn bách thú. Sân bay đã được chuyển đổi để sử dụng cho mục đích dân sự, chủ yếu thay thế cho nhà ga Etiuda hiện đã đóng cửa cho các hãng hàng không giá rẻ tại Sân bay chính của Warsaw, ý tưởng này đã xuất hiện vào đầu những năm 2000. Nhiều ngày khai trương dự kiến đã trượt tiến độ, và các kế hoạch kinh doanh với những cải tiến cơ sở hạ tầng rộng lớn, bao gồm một nhà ga hành khách mới, đã được đề xuất mà không có bất kỳ tiến triển thực tế nào trong việc xây dựng trong một thời gian. Một đánh giá môi trường đã được hoàn thành nữa. A schedule, announced in February 2008 đã mở cửa sân bay để kinh doanh vào đầu năm 2010. Vào ngày 8 tháng 2 năm 2010, sân bay đã được đăng ký chính thức là sân bay dân dụng của Cục Hàng không Ba Lan (Urząd Lotnictwa Cywilnego).
Vào tháng 9 năm 2009, người ta công bố rằng đấu thầu đã được chấp nhận và tài trợ đã được bảo đảm từ EU để khai trương vào năm 2011, đúng lúc cho Giải đấu bóng đá Euro 2012. Công trình xây dựng cuối cùng đã bắt đầu vào tháng 10 năm 2010 và dự kiến sẽ hoàn thành trước Euro 2012; tuy nhiên thời hạn không được đáp ứng và thay vào đó sân bay bắt đầu hoạt động vào tháng 7/2012.
Một tuyến đường sắt 5 km mới mọc lên từ Warsaw - tuyến Gdynia sẽ được xây dựng với một nhà ga ngầm tại sân bay, về mặt lý thuyết cung cấp một tuyến đường dài 30 phút đến trung tâm Warsaw.
Mặc dù chiếc máy bay đầu tiên dự định rời Modlin vào ngày 16 tháng 7 năm 2012, sân bay đã chính thức được khánh thành vào ngày hôm trước và chuyến bay chở khách đầu tiên từ Budapest đã đến sân bay vào khoảng 17:30. Các hãng hàng không giá rẻ Wizz Air và Ryanair bắt đầu sử dụng sân bay làm căn cứ.

### Phấn đấu và tăng trưởng
Vào ngày 22 tháng 12 năm 2012, đường băng tại sân bay sẽ bị đóng cửa đối với các máy bay lớn hơn như Boeing 737 và Airbus A320 vô thời hạn vì lý do an toàn. Ryanair xác nhận vào ngày đóng cửa đường băng, nó sẽ chuyển hướng tất cả các máy bay đến Sân bay Warsaw-Chopin cho đến khi đường băng được sửa chữa. Wizz Air cũng xác nhận rằng họ sẽ bay các chuyến bay đến Sân bay Chopin cho đến khi Modlin mở cửa trở lại. Việc mở lại chính thức diễn ra trong sáu tháng sau đó vào ngày 4 tháng 7 năm 2013 sau khi công trình xây dựng để sửa đường băng đã hoàn thành. Vào ngày 17 tháng 7 năm 2013, Wizz Air tuyên bố sẽ không quay lại Modlin mặc dù đã mở cửa trở lại, nhưng thay vào đó hãy ở lại sân bay Warsaw-Chopin. Ryanair đã trở lại Modlin vào ngày 30 tháng 9 năm 2013 và kể từ khi thêm nhiều tuyến đường vào lịch trình ban đầu của nó.
Vào ngày 19 tháng 9 năm 2013, Loại I hệ thống hỗ trợ hạ cánh đã chính thức sẵn sàng để sử dụng. Đồng thời, các thử nghiệm đã bắt đầu cho Loại II hệ thống hỗ trợ hạ cánh đã sẵn sàng để sử dụng vào ngày 1 tháng 5 năm 2014.
Vào tháng 10 năm 2015, sân bay đã chào đón hành khách thứ 5 triệu. Vào tháng 12 cùng năm, một phòng chờ sân bay đã được khánh thành.
Kể từ khi khánh thành sân bay mới, đơn vị sử dụng hiện tại duy nhất Ryanair đã tăng mạng được phục vụ từ Modlin lên 35 điểm đến vào tháng 4 năm 2016.

## Hãng hàng không và tuyến bay
Các hãng bay thường lệ và thuê chuyến đi đến sân bay Modlin:
| Hãng hàng không | Các điểm đến |
| --------------- | --- |
| Enter Air       | Thuê chuyến theo mùa: Antalya (từ 29/5/2019), Enfidha, Tirana (từ 3/6/2019) |
| Ryanair         | Amman–Queen Alia, Alicante, Athens, Barcelona, Beauvais, Belfast-International (ngừng từ 31/8/2019), Bergamo, Birmingham, Bologna, Bristol, Charleroi, Cagliari, Cologne/Bonn, Dublin, East Midlands, Edinburgh, Eindhoven, Gothenburg, Glasgow, Kyiv-Boryspil, Leeds/Bradford, Lisbon, Liverpool, London–Stansted, Lviv, Madrid, Málaga, Manchester, Memmingen (ngưng từ 30/8/2019), Napoli, Palma de Mallorca, Porto, Rome–Ciampino, Sandefjord, Seville (ngừng từ 31/8/2019), Shannon, Stockholm–Skavsta, Tel Aviv-Ben Gurion (từ 27/10/2019), Tenerife-South, Thessaloniki, Treviso (ngừng từ 30/8/2019), Valencia Theo mùa: Burgas, Chania, Corfu, Faro, Fuerteventura, Marseille, Pescara, Pisa, Rimini |

## Thống kê

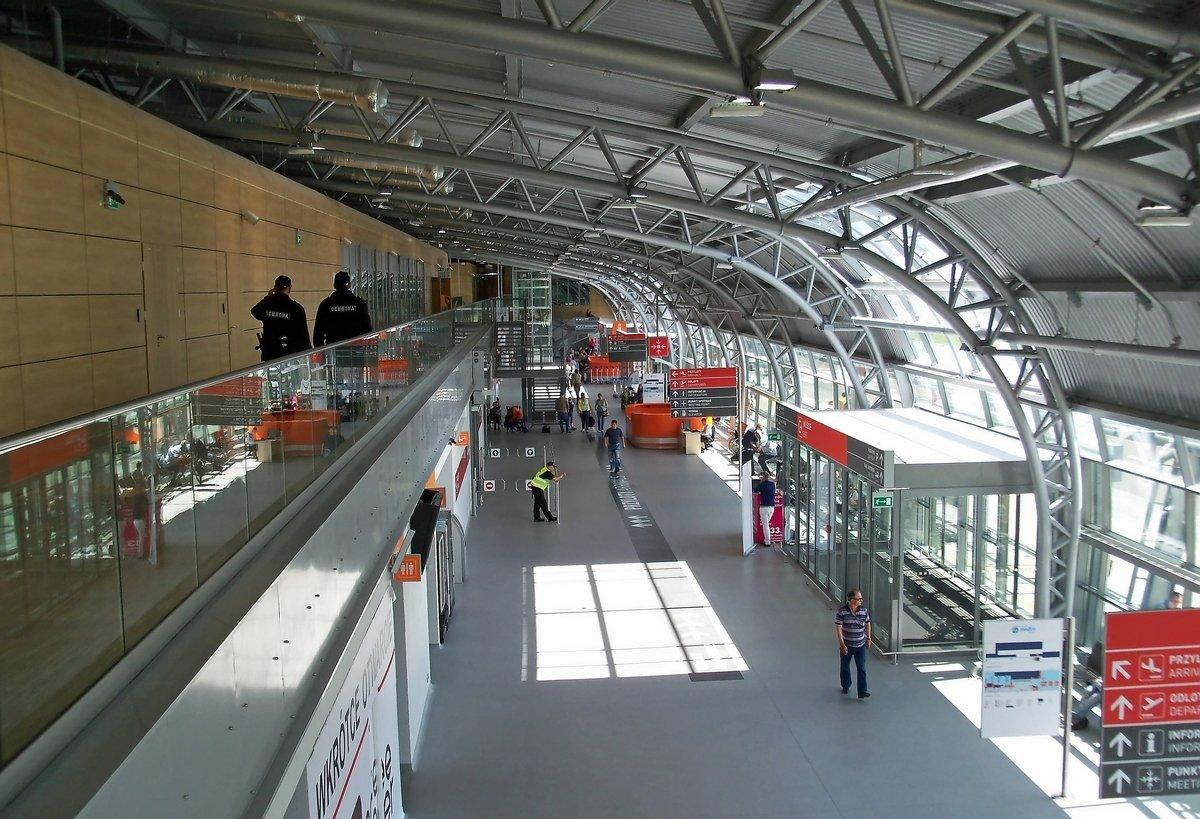
Nhà ga đi

| Năm  | Lượt khách | Thay đổi |
| ---- | ---------- | -------- |
| 2012 | 857.481    |          |
| 2013 | 344.476    | 059,8%   |
| 2014 | 1.703.219  | 0394,4%  |
| 2015 | 2.588.175  | 052%     |
| 2016 | 2.860.874  | 011%     |
| 2017 | 2.932.639  | 02,5%    |
| 2018 | 3.081.966  | 05,9%    |